# ミレトスのヘカタイオス
ミレトスのヘカタイオス（古希: Ἑκαταῖος, Hekataïos, 紀元前550年頃 - 紀元前476年頃）は、古代ギリシアの著作家、歴史家、神話学者。

## 生涯
ヘカタイオスは富裕な家に生まれた。名前はギリシア神話の女神ヘカテーにちなんでつけられた。全盛期はペルシア戦争の頃である。広範囲にわたって旅した後、生まれ故郷のミレトスに定住した。高い地位に就き、神話学や歴史の本の執筆に専念した。アリスタゴラスがミレトスの僭主として、ペルシアに対してイオニアの反乱を計画した時、ヘカタイオスは説得してやめさせようとした。紀元前494年、敗北したイオニア諸都市がいろいろな条件を要求された時には、ヘカタイオスは大使の一人としてペルシアのサトラップ、アルタフェルネスのところに行き、イオニア諸都市の国体の復活を説得した。ヘカタイオスはギリシアで最初の歴史家とも言われ、ケルト人について言及した最初期の著作家の1人でもある。

## 作品

ヘカタイオスの世界地図の復元（著作：Bibi Saint-Pol）

2巻から成る『Ges Periodos（地球を回る旅、世界概観）』と題された本をヘカタイオスの作とする意見がある。どちらの巻もペリプルスの形式で書かれていて、沿岸を点々に眺めたものである。1巻はヨーロッパについてのもので基本的に地中海の周航記である。スキタイの北まで各地域を順番に記述している。もう1巻はアジアについてで、1世紀の周航記『エリュトゥラー海案内記』と似た構成になっている。ヘカタイオスは既知の世界の国々とそこに住む住人を記述している。エジプトについてはとくに広範囲に及んでいる。解説にはアナクシマンドロスの世界地図を修正・拡大した地図がついている。この本は374の断片が現存している。ビザンティウムのステファヌス編纂の地理用語集『Ethnika』にも多数引用されている。
ヘカタイオスの作品で他に知られているものは、ギリシア神話や伝説を合理的に体系化した『Genealogiai（系譜）』がある。これは叙事詩的な神話作りの伝統を捨てたもので、2、3の断片の中に残っている。

## 懐疑主義
ヘカタイオスの著作、とくに『Genealogiai』は顕著な懐疑主義を示している。『Genealogiai』は次の言葉で始まる。「ミレトスのヘカタイオスはかく語りき。私は真実と思うことを書く。ギリシア人の話は多種多様で、私にはばかげたものに思われる」。しかし、同時代のクセノパネスと違って、ヘカタイオスは神話を批判しなかった。ヘカタイオスの疑問はむしろ、旅で知った神話の多くの矛盾から生じたものだった。
ヘカタイオスはホメーロスなど詩人たちの信頼性は認めるものの、神話と歴史的事実とは区別して、散文による歴史を書こうとした最初のロゴグラポスであったと思われる。
ところで、同じように散文で歴史を書いたヘロドトスは、古代エジプトのテーベの神殿を訪ねた時、エジプトの祭司たちから、神殿内の広間にあった歴代の祭司長の木像を見せられた。ヘロドトスは、ヘカタイオスが自分の系譜を調べたら16代目で神に辿り着いたと言ったことを思いだし、エジプトの祭司たちにそう話すと、エジプト人たちはそんなことはありえないと否定する。なぜなら自分たちは神から数えて345世代目だからと言う。この話はヘカタイオスの懐疑主義とは関係ないが、ギリシア人の神話化された歴史が、ミケーネ誕生前（紀元前2000年頃）からあった文明の歴史を途方もなく短く縮めていることを示すものである。